# Parabiago
Parabiago (Parabiagh in dialetto milanese) è un comune italiano di 28 302 abitanti della città metropolitana di Milano in Lombardia, situato a circa 20 chilometri a nord-ovest dal capoluogo lombardo, sull'asse del Sempione.
Il capoluogo comunale sorge tra il fiume Olona, il canale Villoresi, la Statale del Sempione e la ferrovia Domodossola-Milano.
È soprannominata La città della calzatura, a causa del sorgere di numerose industrie calzaturiere sul suo territorio, e della sua affermazione tra gli anni settanta e novanta, assieme a Vigevano, di "principale polo calzaturiero a livelli internazionali nel nord Italia".
A seguito del D.P.R. del 27 novembre 1985, Parabiago è insignita del titolo di città.

## Geografia fisica

### Territorio
Il territorio ha una superficie di 14,17 km2 ed è distribuito su un suolo che ha un'altitudine compresa tra i 164 m ed i 189 m s.l.m., con un'ambientazione tipica dell'alta Val Padana.
Secondo la Classificazione sismica la città è in zona 4 (sismicità molto bassa), come stabilito dall'ordinanza PCM n. 3274 del 20/03/2003.
Vi scorrono il fiume Olona ed il canale Villoresi.

### Clima
In base alle medie climatiche dell'ENEA per la città di Milano, la temperatura media del mese più freddo, gennaio, si attesta a +3,1 °C; quella del mese più caldo, luglio, è di +24,6 °C.
| Milano             | Mesi | Mesi | Mesi | Mesi | Mesi | Mesi | Mesi | Mesi | Mesi | Mesi | Mesi | Mesi | Stagioni | Stagioni | Stagioni | Stagioni | Anno |
| Milano             | Gen  | Feb  | Mar  | Apr  | Mag  | Giu  | Lug  | Ago  | Set  | Ott  | Nov  | Dic  | Inv      | Pri      | Est      | Aut      | Anno |
| ------------------ | ---- | ---- | ---- | ---- | ---- | ---- | ---- | ---- | ---- | ---- | ---- | ---- | -------- | -------- | -------- | -------- | ---- |
| T. max. media (°C) | 5,4  | 8,1  | 13,0 | 17,6 | 21,8 | 26,3 | 29,2 | 27,6 | 23,9 | 17,4 | 10,6 | 6,4  | 6,6      | 17,5     | 27,7     | 17,3     | 17,3 |
| T. min. media (°C) | 0,8  | 2,7  | 6,1  | 9,6  | 13,3 | 17,1 | 19,9 | 19,0 | 16,2 | 11,2 | 6,0  | 1,6  | 1,2      | 9,7      | 18,7     | 11,1     | 10,3 |

## Origini del nome
L'etimologia è probabilmente da attribuirsi all'era preistorica o protostorica, infatti pare derivi da una parola composita, Para-blacum, Para-blacus o Para-llacus, con il significato di "vicino a terreni ammollati (o paludi)" e farebbe pensare al sorgere di alcune palafitte in prossimità dell'Olona.

## Storia

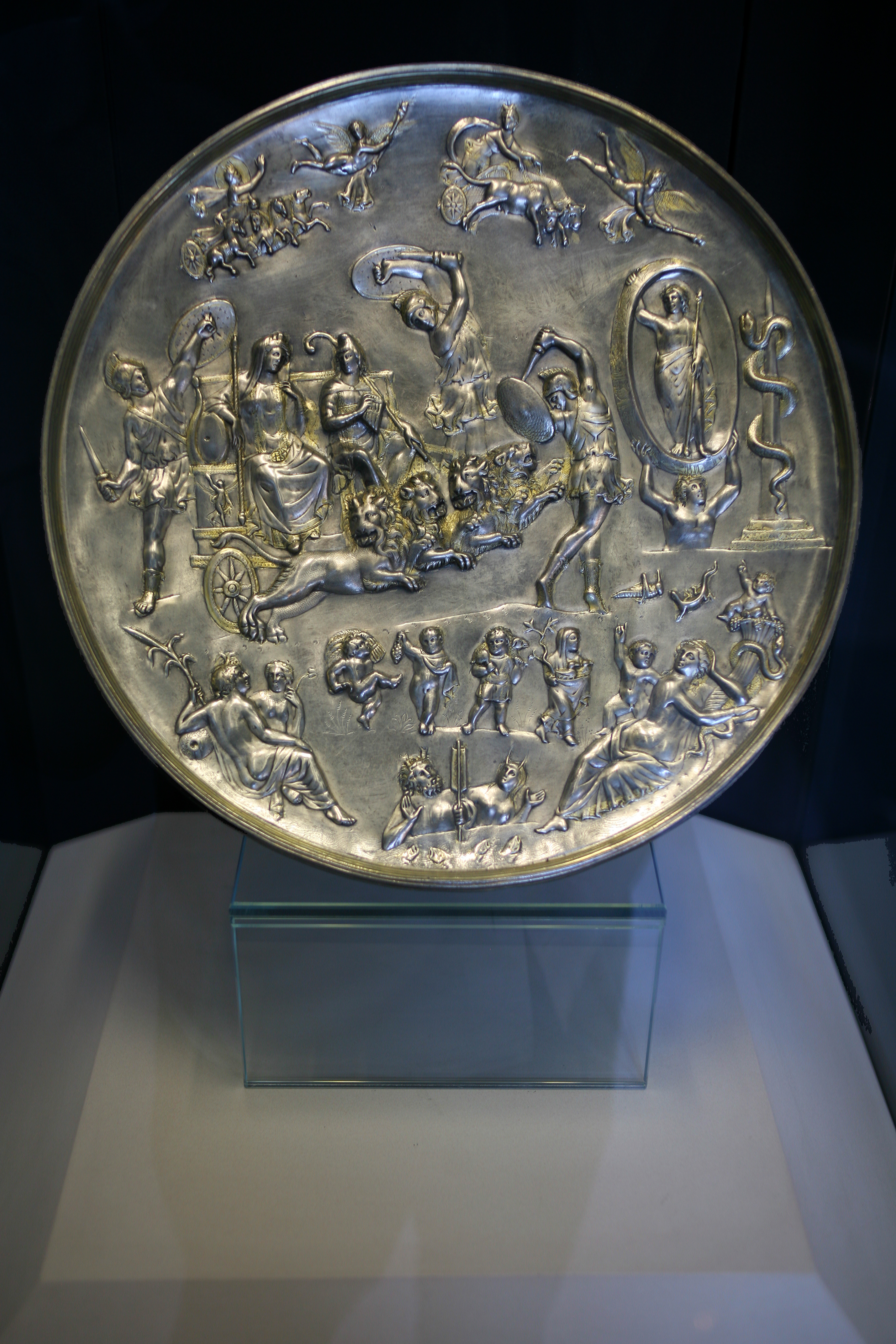
La patera di Parabiago, che è risalente al IV secolo e che è il principale reperto archeologico della cittadina. È conservata presso il Civico museo archeologico di Milano.

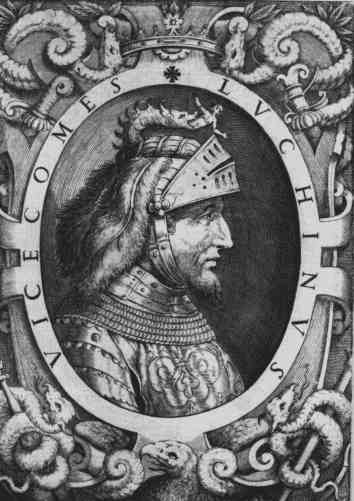
Luchino Visconti (1287-1349) "eroe" della battaglia di Parabiago (21 febbraio 1339).

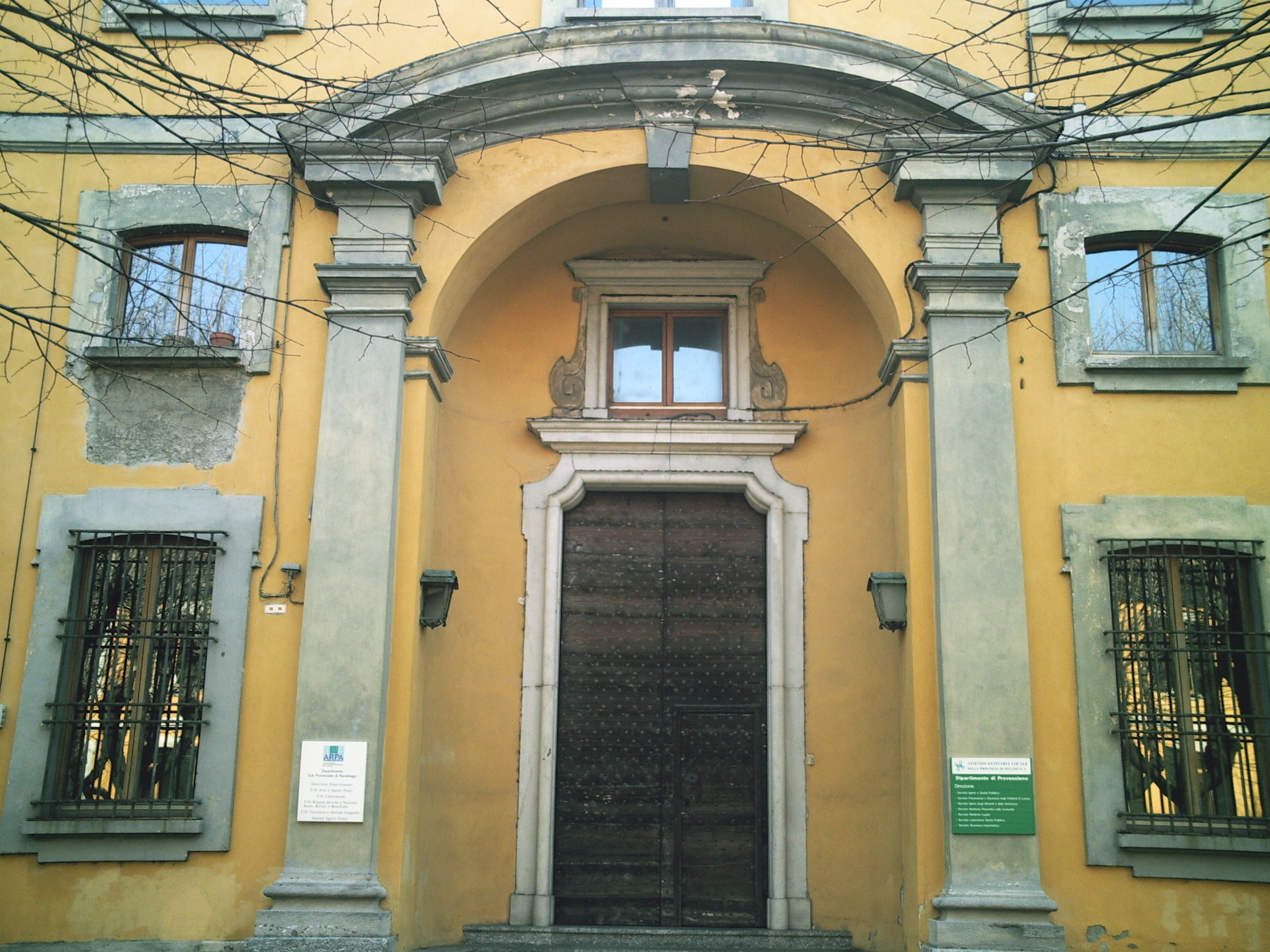
Portone interno dell'ex monastero di Sant'Ambrogio della Vittoria.

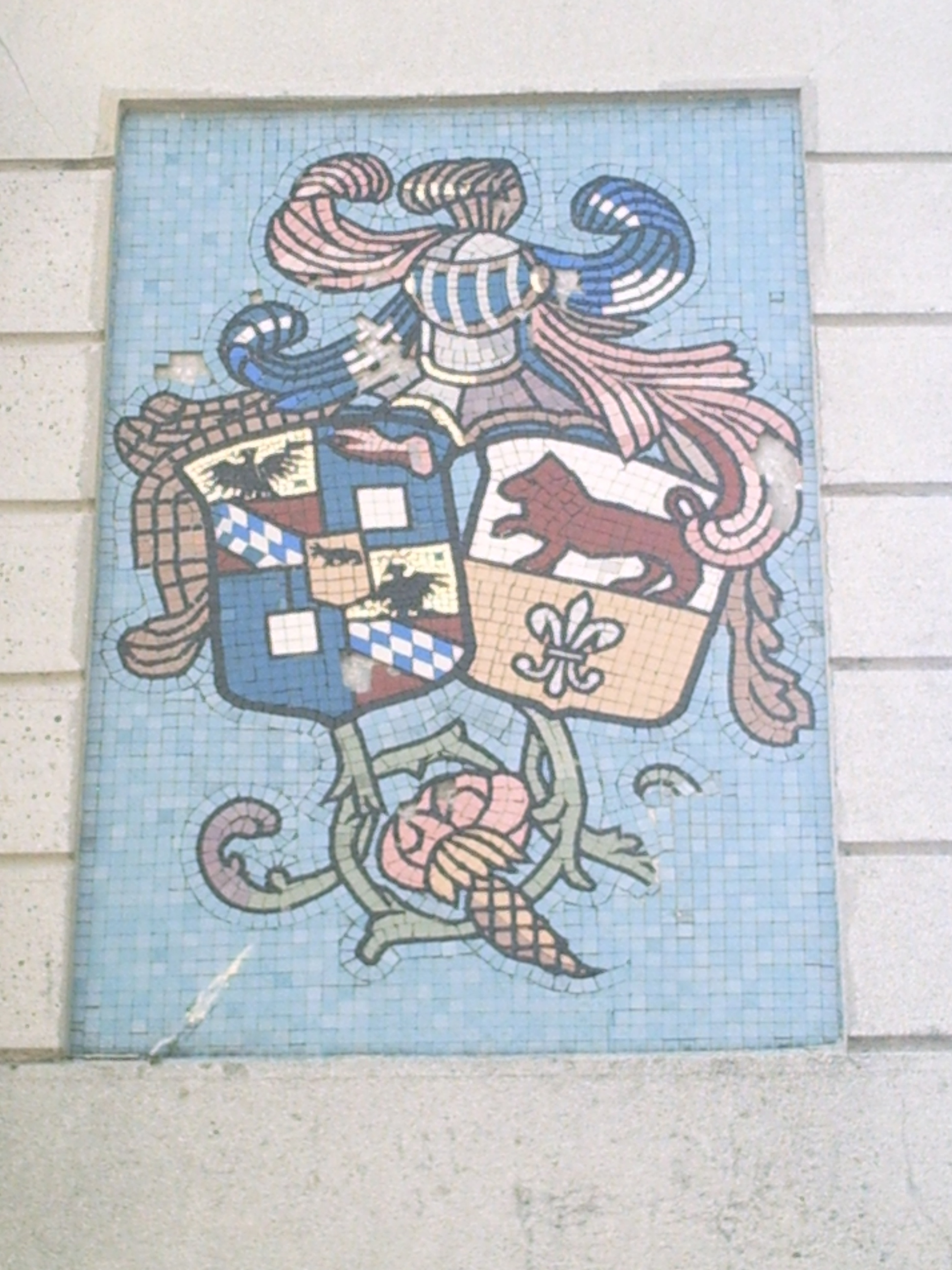
Stemmi dei Lampugnani (a sinistra) e dei Gajo (a destra), particolare della cappella ai caduti nel cimitero.

### Antichità
Parabiago ha origini antichissime: dal primo insediamento palafitticolo della cultura di Canegrate (XIII secolo a.C.), si è passati ad un modesto villaggio insubre (IV secolo a.C.), fino ad un abitato più sviluppato sotto la dominazione dell'Impero Romano (I secolo a.C. - V secolo d.C.), del quale sono giunti ai giorni nostri alcuni reperti archeologici, di cui il più importante è senza dubbio la patera di Parabiago (IV secolo). Da Parabiago passava l'antica via Severiana Augusta, strada romana consolare che collegava Milano con il Verbano. Da un punto di vista amministrativo, in epoca romana, l'antica Parablacum faceva parte della regio XI Transpadana.

### Medioevo
Tra i secoli VI, VII Parabiago è capoluogo di un contado autonomo denominato Comitatus Parabiagi, probabilmente corrispondente alla Burgaria, retto da Conti di un ramo dei Sambonifacio; durante questo periodo la Regina longobarda Teodolinda concede il permesso di aprire un piccolo corso d'acqua artificiale detto Riale o Röngia, che attingeva le acque dal fiume Olona
Nel periodo compreso tra il XIII ed il XIV secolo i Crivelli de Parabiaco, discendenti dai Sambonifacio, reggono la Contea di Parabiago e la Contea di Burgaria; il borgo è già capopieve, elencato nel Liber Notitiæ Sanctorum Mediolani dallo storico Goffredo da Bussero.
Durante i secoli successivi Parabiago ha una lenta decadenza, difatti subisce ben due saccheggi, nel 1449 ad opera di Francesco Sforza e nel 1527 per mano borbonica, oltre a due epidemie (nel 1529 e nel 1540).

#### Tregua di Parabiago
Le ambizioni politiche dell'arcivescovo Leone da Perego, e la sua volontà di escludere il popolo dal governo del Comune di Milano, portarono all'insurrezione del Commune populi nel luglio 1257, guidata da Martino della Torre, ed alla successiva cacciata del ceto nobiliare dalla città. Le tensioni giunsero al culmine nell'agosto dello stesso anno, quando tra il Seprio e la Burgaria, si mossero gli eserciti delle due fazioni. La guerra civile venne scongiurata in data 29 agosto, con la firma della Tregua di Parabiago avvenuta sul sagrato della chiesa dei Santi Gervasio e Protasio.

#### Battaglia di Parabiago
Con la morte di Galeazzo I Visconti (1327), il figlio unico Azzone, gli succedette con il titolo di vicario imperiale di Milano, comprato dall'Imperatore Ludovico il Bavaro. Nel 1332, gli si associarono gli zii Luchino e Giovanni arcivescovo "ambrosiano", formando così una sorta di triumvirato. L'esclusione dal governo dell'altro zio Lodrisio, signore del Seprio, scatenò da parte di quest'ultimo un desiderio di rivalsa che, dopo una serie di inutili congiure, si allea con Mastino II della Scala, signore di Verona ed acerrimo nemico di Azzone. La controversia giunse al culmine con lo scontro armato nella battaglia di Parabiago (21 febbraio 1339), la quale si concluse con la vittoria dei milanesi, agevolati da un'apparizione miracolosa di [[S
sant'Ambrogio]].

### Epoca moderna
Il periodo compreso tra il Cinquecento ed il Seicento, risulta essere tempo di decadenza per la cittadina lombarda: nel 1582 san Carlo Borromeo toglie il ruolo di capopieve di Parabiago alla chiesa cittadina, declassandola a parrocchia all'interno della Pieve di San Magno Legnano; nel 1625 Villastanza diventa parrocchia indipendente, distaccandosi dal suo capoluogo. Dal punto di vista amministrativo, tuttavia, la pieve di Parabiago fu mantenuta.
Sul finire del XVII secolo si registrano due eventi modestamente rilevanti: in data 26 settembre 1658, il marchese Camillo Castelli acquista per sé e per la sua discendenza il Feudo di Parabiago; mentre nel 1668 un gruppo di monaci cistercensi si insedia presso il monastero di Sant'Ambrogio della Vittoria.
Il Settecento fu nuova epoca di splendore per Parabiago sotto il governo austriaco.
Nel marzo dell'anno 1700 don Claudio Cavalleri e suo fratello Filippo fondano il Collegio Cavalleri, rinomata scuola rivolta ai figli delle famiglie nobili milanesi.
Il medico parabiaghese Giuseppe Giannini opera sul campo e scrive saggi di medicina.
Comincia l'opera artistica di Giuseppe Maggiolini, ricordato come Maestro d'Intarsio; le sue conoscenze in campo artistico, portano nel suo paese natio l'architetto Giuseppe Piermarini, incaricato di disegnare la facciata della chiesa dei S.S. Gervasio e Protasio.
Nel 1798, a causa della Rivoluzione francese, la pieve civile viene soppressa e la città sottoposta al distretto di Legnano, mentre l'Ordine cistercense viene soppresso e quindi il monastero di Sant'Ambrogio della Vittoria chiude.

### Tra l'Ottocento ed il 1945
Nel 1845 viene restaurata la pieve di Parabiago.
Tra il 1850 ed il 1900, l'agricoltura diventa attività d'appoggio all'industria tessile e cotoniera, difatti le coltivazioni di cereali e viti, vengono definitivamente sostituite dal gelso e dall'allevamento dei bachi da seta.
Si risentono anche a Parabiago gli effetti della Rivoluzione industriale: si inaugurano la linea ferroviaria Milano-Gallarate (1860) ed il Canale Villoresi (1884); nel 1899 Paolo Castelnuovo fonda la prima fabbrica di scarpe, Parabiago è destinata a diventare la "Città della calzatura"; nel 1900 Felice Gajo acquista il Cotonificio Gadda, sul quale fonda la futura Unione Manifatture di Parabiago, assorbendo anche il Cotonificio Muggiani di Rho.
Nel 1907 nella villa di Felice Gajo viene rinvenuta la patera di Parabiago, splendido piatto d'argento risalente alla seconda metà del IV secolo.
Nel periodo tra le due guerre la cittadina comincia a conoscere i primi cambiamenti del XX secolo: nell'anno 1923 un parabiaghese di nome Libero Ferrario, vince a Zurigo i primi Campionati del mondo di ciclismo su strada per la categoria Dilettanti; nel 1928 viene definitivamente interrato l'antico Riale, di origini longobarde, che per più di 1200 anni ha portato l'acqua potabile del fiume Olona nel centro del paese; infine durante gli anni trenta scompaiono la bachicoltura e la coltivazione del gelso, ritenute ormai obsolete.
In data 2 dicembre 1940 il Decreto Reale numero 1858 autorizza il Comune di Parabiago a mutare la denominazione della frazione Tiracoda in Villapia.

### Dal secondo dopoguerra ad oggi
Negli anni sessanta anche per la cittadina, come per il resto d'Italia, si ebbe il boom economico e demografico. L'industrializzazione aveva preso definitivamente piede, i piccoli calzaturieri artigianali si tramutarono in industrie, anche di medie e grandi proporzioni, sorsero grandi stabilimenti metalmeccanici e chimici e, con l'immigrazione dal Mezzogiorno, Parabiago cresceva di popolazione.
Nel 1974 apre il garden Crespi Bonsai, opera di Luigi e Luisa Crespi, che si svilupperà nel corso dei seguenti decenni fino a diventare il principale polo italiano per la ricerca, lo sviluppo e la conservazione dei bonsai, con tanto di fondazione del più importante museo d'Italia in proposito, proprio a Parabiago.
Il D.P.R. del 27 novembre 1985 porta al 26 ottobre del 1986, quando l'allora Presidente del Consiglio Bettino Craxi giunge in visita con lo scopo di celebrare la cerimonia di "promozione" del comune e, con la simbolica consegna della pergamena al sindaco Renzo Fontana, sancisce la nomina di Parabiago a Città.
È anche il periodo in cui lo sport parabiaghese per eccellenza, il ciclismo, raggiunge il suo apice: nel 1972 il 55º Giro d'Italia, grazie agli sponsor Rancilio e Termozeta, arriva in paese, la 15ª tappa con arrivo e partenza da Parabiago e dopo un turno di riposo, avviene la successiva partenza della 16ª tappa; nel 1982 Giuseppe Saronni è il secondo parabiaghese Campione del mondo, questa volta per la categoria professionisti.
Negli anni novanta, Mani pulite colpisce anche la politica della cittadina, vengono arrestati alcuni degli esponenti dei governi municipali precedenti; nel frattempo circa il 70% della produzione industriale locale è rivolto nel campo calzaturiero, Parabiago è conosciuta in Italia e all'estero come la "Città della calzatura".

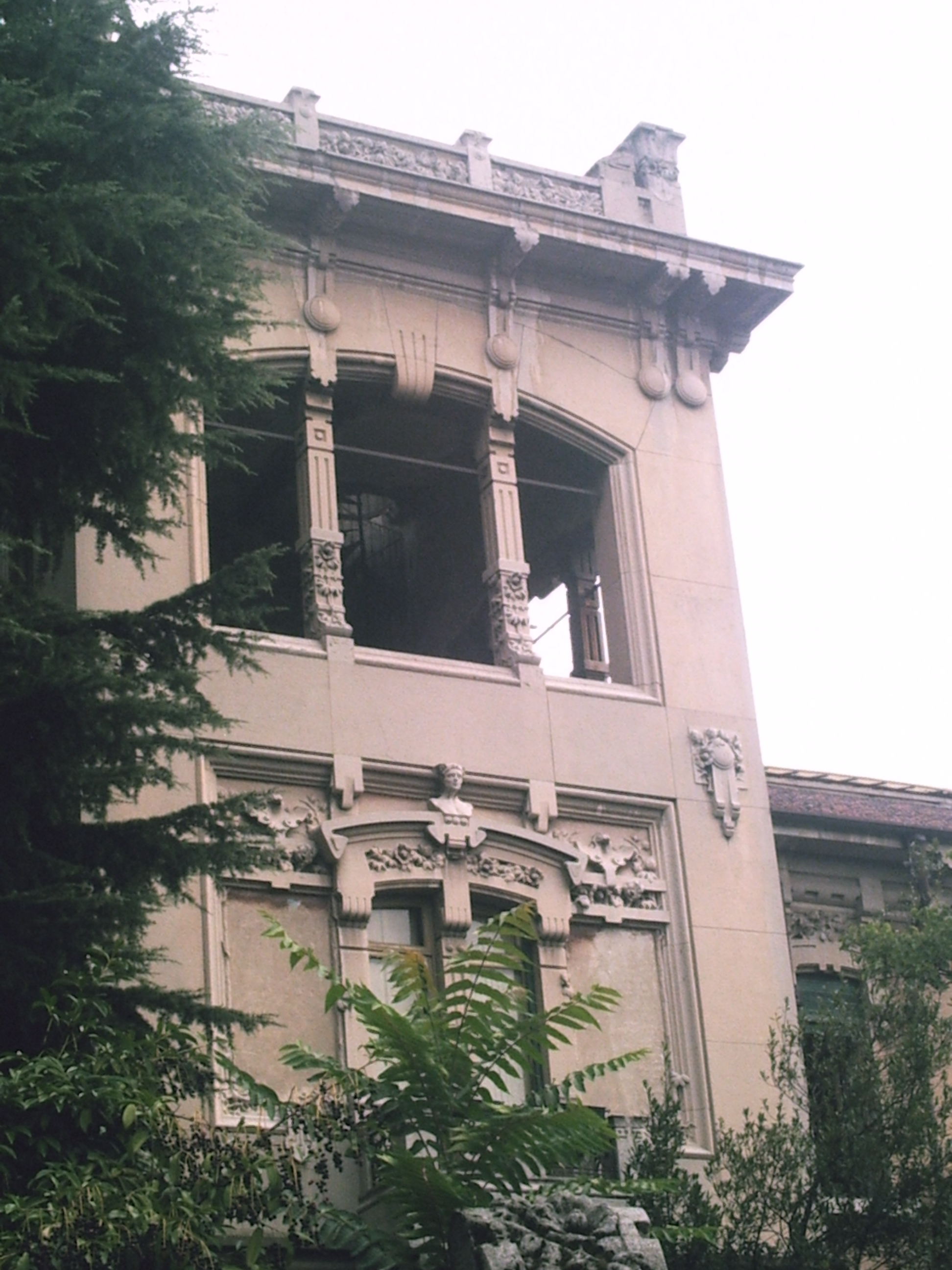
Scorcio di villa Gajo, dimora parabiaghese dell'industriale Felice Gajo.

Nell'anno 2000 all'interno del territorio comunale, viene avvistato per la prima volta in Italia ed in Europa un coleottero chiamato Anoplophora chinensis malasiaca (comunemente Cerambice dalle lunghe antenne o impropriamente Tarlo asiatico), originario dell'Estremo Oriente, introdotto per errore dal Giappone, che nel giro di qualche mese, ha provocato un grave disastro ecologico per la Regione Lombardia.

### Simboli

Stemma cittadino odierno

Gonfalone comunale

#### Stemma
Nel Codice Araldico Cremosano (XV secolo) lo scudo di Parabiago viene descritto come segue: «d'argento, all'albero di verde, nodrito nella pianura erbosa e al gallo al naturale passante sulla stessa». In questa descrizione l'albero non è ben chiaro a quale specie appartenga. Uno scudo simile, ove però il gallo è nero bargigliato, con una "P" nel cantone destro del capo ed una "A" nel cantone sinistro del capo, ciascuna sormontata da un segno di abbreviazione, è illustrato nello stemmario della Biblioteca Trivulziana di Milano ed è attribuito alla famiglia dei de Parabiago (probabilmente i Crivelli) feudataria del luogo, qui invece l'albero è più precisamente una quercia.
Lo stemma comunale è stato riconosciuto con decreto del capo del governo del 2 marzo 1942.
In araldica il gallo è simbolo di vigilanza, ordine, vittoria, e stando alla posizione strategica del borgo in antichità, ovvero sul Sempione a pochi chilometri da Milano, la vigilanza calzerebbe, come pure la vittoria (dei milanesi) se si rammenta la battaglia di Parabiago svoltasi nel 1339.
Il gallo però potrebbe anche avere una diversa interpretazione, se si prende in considerazione l'origine celtica (insubri) del borgo.
Curioso infine è il ritrovamento nel territorio comunale, datato 1712 e ricordato negli annali, di una statuetta bronzea, probabilmente di età imperiale romana, raffigurante un soldato con il capo ricoperto da un elmo, che con una mano sostiene il proprio mantello, mentre l'altra si appoggia su di un gallo.
La simbologia araldica della pianura erbosa indica sicuramente la fertilità.
Per quanto riguarda l'albero, secondo il Codice Cremosano a causa dell'incertezza, non è possibile fornire una spiegazione valida del suo significato, mentre se è proprio una quercia, come illustrata nella Biblioteca Trivulziana, allora significherebbe forza, potenza, nobiltà, antico dominio, e farebbe ricondurre al ruolo di Parabiago nel Contado di Burgaria.

#### Gonfalone
Il gonfalone è costituito da un drappo di azzurro, riccamente ornato di ricami d'oro.

#### Bandiera
In data 16 ottobre 2006, durante una delibera del Consiglio del Comune di Parabiago, il sindaco ha annunciato l'adozione di una bandiera per la cittadina, risultante da un'elaborazione vincitrice, tra un totale di 98, di un concorso di disegno indetto per le scuole elementari. Essa è un drappo rettangolare tagliato: nella metà in alto a sinistra sono rappresentati quattro rettangolini azzurri in campo giallo, che si sovrappongono negli angoli in direzione diagonale, e rappresentano le frazioni; nella metà in basso a destra vi è lo scudo dei De Parabiaco (come descritto sopra) in campo azzurro, a rappresentare il capoluogo.

## Ricorrenze
Il 21 febbraio si celebra l'Anniversario della Battaglia di Parabiago;

## Monumenti e luoghi d'interesse

### Architetture religiose

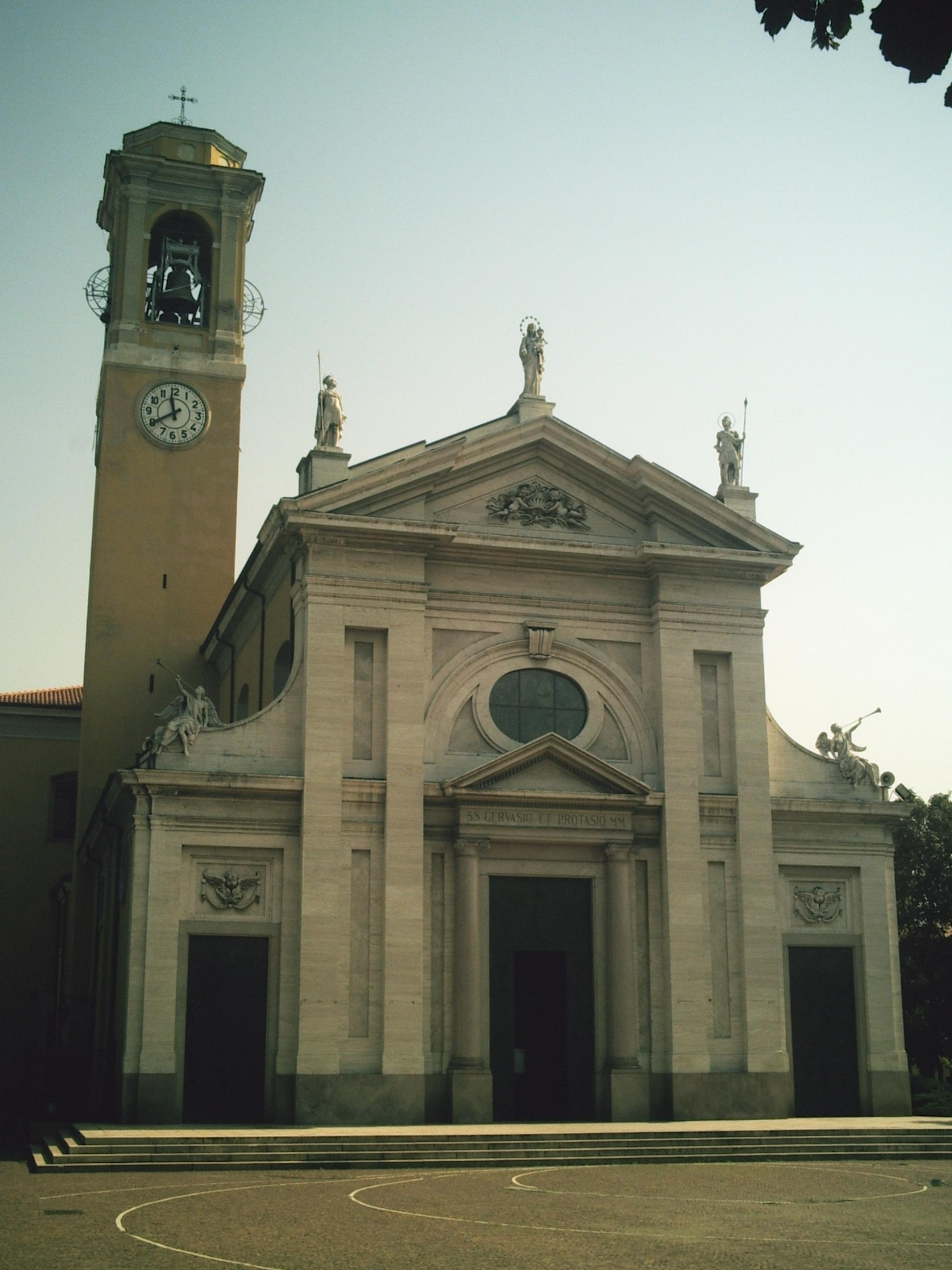
Chiesa prepositurale dei Santi Gervasio e Protasio, con facciata del Piermarini.

All'interno del Comune di Parabiago (frazioni comprese), attualmente esistono dieci chiese consacrate al culto, di cui una prepositurale (Santi Gervasio e Protasio) e tre parrocchiali (Santi Lorenzo e Sebastiano, Gesù Crocifisso e Santa Elisabetta).
In passato la cittadina fu capopieve, come testimonia già nel 1220 Goffredo da Bussero (Liber Notitiæ Sanctorum Mediolani), e comprendeva anche Arluno, Canegrate, Cantalupo (frazione di Cerro Maggiore), Casorezzo, Cerro Maggiore, San Vittore ed Uboldo, e dal 1845 San Giorgio su Legnano; lo stesso cronista indica una lista delle chiese e degli altari presenti nella pieve, e nel territorio comunale cita come luoghi di culto Santi Gervasio e Protasio, San Siro (scomparsa), San Vincenzo (scomparsa), San Martino (scomparsa), Santa Maria (attuale Madonna della Neve a Ravello), San Lorenzo, San Michele.

#### Chiese
La chiesa prepositurale intitolata ai santi Gervasio e Protasio, patroni parabiaghesi: probabilmente già esistente nel V secolo, l'attuale edificio venne costruito nel 1610 su ordine del vescovo di Milano san Carlo Borromeo, che nel 1570 visitò il borgo di Parabiago; arricchita tra il 1780 e il 1781, da una facciata in stile neoclassico progettata dall'illustre architetto Giuseppe Piermarini, conserva tutt'oggi uno splendido organo.
La chiesa di Sant'Ambrogio della Vittoria, costruita nel 1339 in onore al santo patrono milanese per ricordare il suo intervento miracoloso nella battaglia di Parabiago; durante il Seicento venne costruito al suo fianco un piccolo convento dai monaci di san Barnaba e sant'Ambrogio ad Nemus ed infine tra il 1708 ed il 1713, i monaci cistercensi diedero vita ad un grandioso progetto di ricostruzione di chiesa e monastero, che è quello degli edifici tuttora esistenti; attualmente il campanile è privo di campane, secondo una diceria popolare sarebbero stati i soldati napoleonici, o addirittura Napoleone stesso, a portarle via durante la Campagna d'Italia, ma in realtà vennero donate al santuario di Saronno nel 1798 alla soppressione dell'ordine cistercense. L'intero complesso è stato dichiarato monumento nazionale nel 1913.
Il santuario della Madonna di Dio il Sà, sul confine con Nerviano, risalente alla fine del Quattrocento, attribuita a Donato Bramante e dichiarata monumento nazionale il 4 giugno 1914, con l'annesso piccolo lazzaretto o cimitero; è particolare perché è sita all'interno del comune di Parabiago, ma dipende dalla parrocchia di Nerviano. Nel gennaio del 2007, si sono svolti i lavori per il restauro dell'edificio e la sostituzione della copertura, quest'ultima era precedentemente in situazione di pericolo crollo.
La chiesetta di San Michele, dedicata all'Arcangelo Michele e costruita probabilmente nella prima metà del Seicento.
Il santuario di San Felice, molto probabilmente dedicato a san Felice martire, perché sulla facciata il santo è rappresentato in abiti militari d'epoca romana, venne costruito nel 1940 con una mastodontica cupola quadrata, che crollò il 20 gennaio 1950 e venne poi ricostruita in dimensioni più contenute.

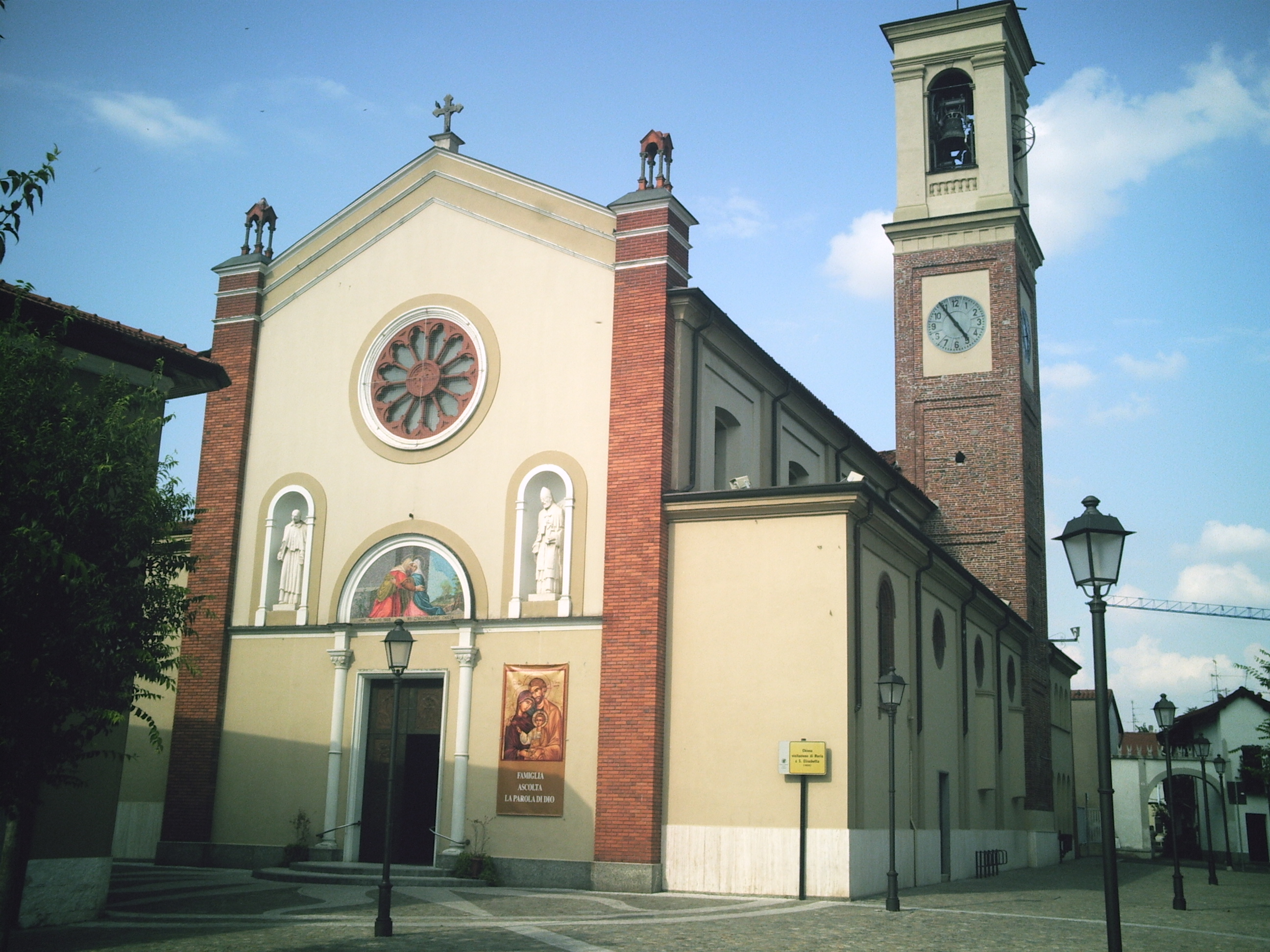
Chiesa di Santa Elisabetta a Villastanza.

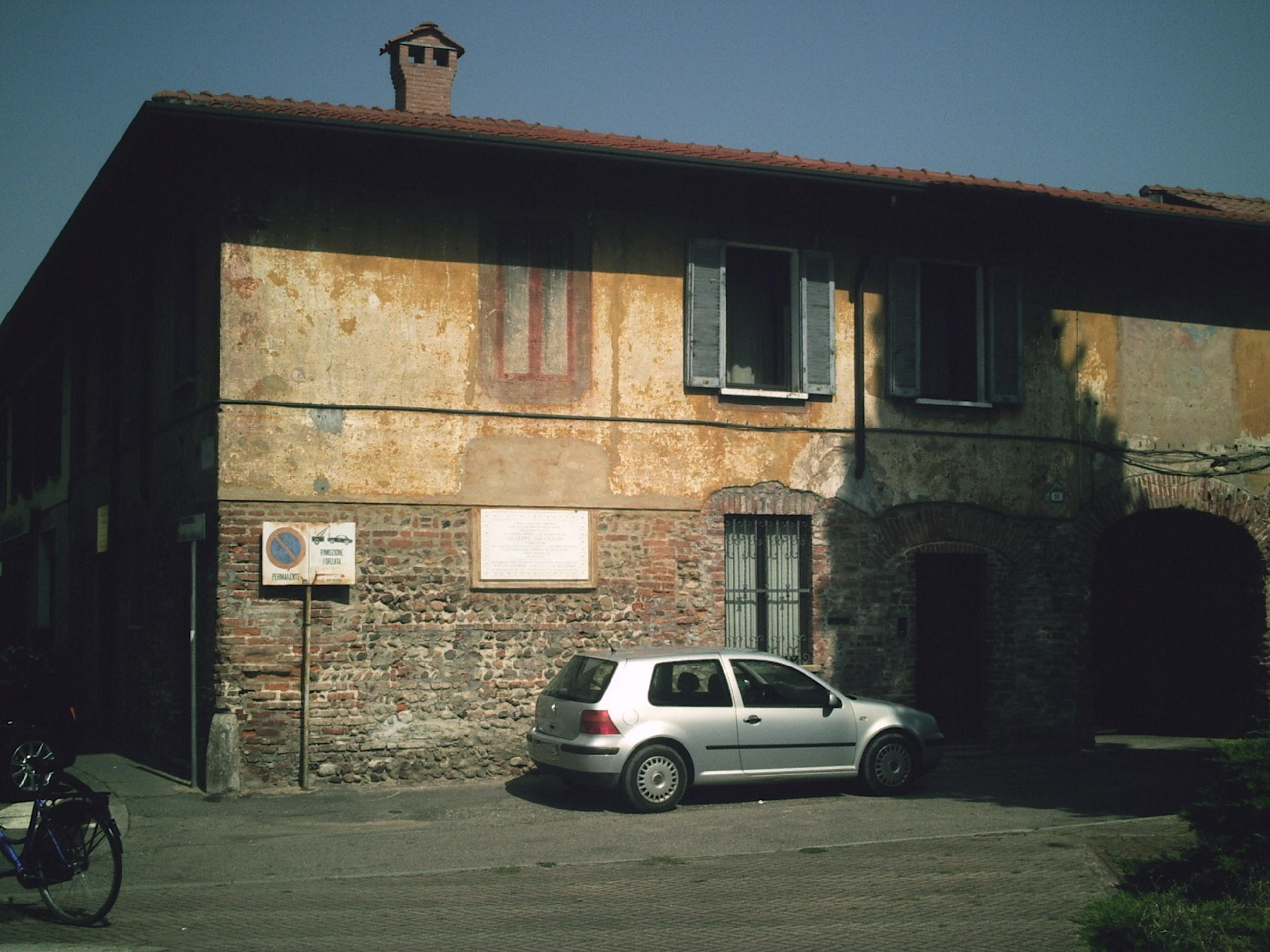
Prima Bottega del Maggiolini

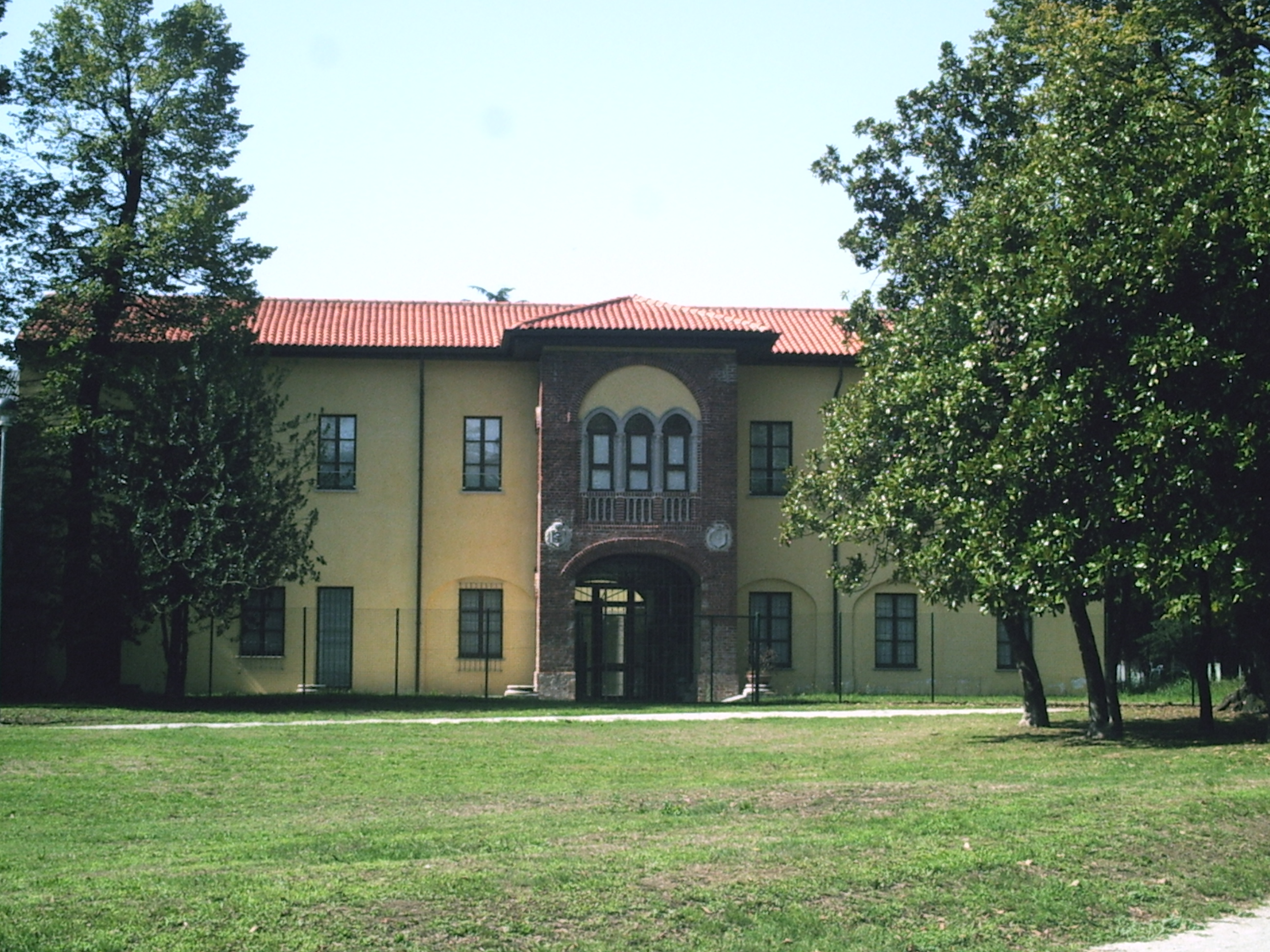
Villa Maggi-Corvini

A San Lorenzo, la parrocchiale dei santi Lorenzo e Sebastiano, del 1929.
In frazione Ravello, la chiesa della Madonna della Neve costruita nel Settecento su un edificio già esistente nel Trecento, la facciata fu eseguita su probabile disegno di Giuseppe Maggiolini. Festa patronale il 5 agosto.
Nel quartiere Oltre-ferrovia, la parrocchiale di Ravello intitolata al Gesù Crocifisso, di costruzione moderna e sede delle attività amministrative ecclesiastiche della frazione.
A Villastanza, la parrocchiale di santa Elisabetta, edificata a partire dal 1620 su decreto del cardinale Federico Borromeo.
Nella frazione di Villapia, la chiesetta di Sant'Anna, del 1938; proprio grazie alla collaborazione popolana della sua edificazione, nel 1940 la frazione assunse il nome attuale a sostituire l'antico Tiracoda.

### Monumenti
Il collegio Cavalleri per i nobili, ebbe sede nella piazza centrale cittadina (attuale piazza Maggiolini), in un edificio settecentesco, e fu arricchito nel corso dei decenni da un salone teatro interno e da una torre astronomica tutt'oggi visibile; fu fondato nel marzo del 1700 dai fratelli don Carlo Filippo e don Claudio Cavalleri, rimase attivo fino al 1857.
Nel 2015 l'edificio è stato interamente ristrutturato e destinato ad uso residenziale e commerciale.
La prima e la seconda bottega dell'intarsiatore Giuseppe Maggiolini, situate anch'esse in piazza ma ai lati opposti l'una dall'altra, entrambi edifici del Settecento.

#### Palazzi e ville
Villa Maggi-Corvini o più semplicemente Villa Corvini (Víla Cùrvïn) ma tradizionalmente Palazzo Corvini con annesso parco, splendido edificio tardo-rinascimentale costruito nel Cinquecento,dove nacque nel 1821 il pittore romantico Giovanni Corvini, abbandonata poco prima della seconda guerra mondiale e finalmente ristrutturata alla fine degli anni novanta, oggi è sede di mostre temporanee e di un centro servizi.
Palazzo Castelli o popolarmente chiamato "la Torre" (la Tür), iniziato sul finire del Settecento e mai portato a termine a causa dell'estinzione della famiglia Castelli.
Ancora nel capoluogo comunale, le novecentesche, entrambe in stile vagamente liberty, Villa Gajo (1907), nota anche come Villa Ida Lampugnani, del senatore Felice Gajo, industriale e uomo politico, all'inizio del Novecento fu sindaco di Parabiago, e Villa Castelnuovo (1922), costruita dall'industriale Paolo Castelnuovo.
In Villastanza vanno menzionati il Palazzo Mantegazza, edificato nel 1840 da un ricco signore di nome Francesco Mantegazza e dalla morte di costui, avvenuta nel 1872, di proprietà dell'ospedale Fatebenesorelle di Milano, e l'antica Villa Gagliardi ove pare nacque Carlo Cattaneo, durante un soggiorno estivo dei genitori.

#### Mulini e Cascine

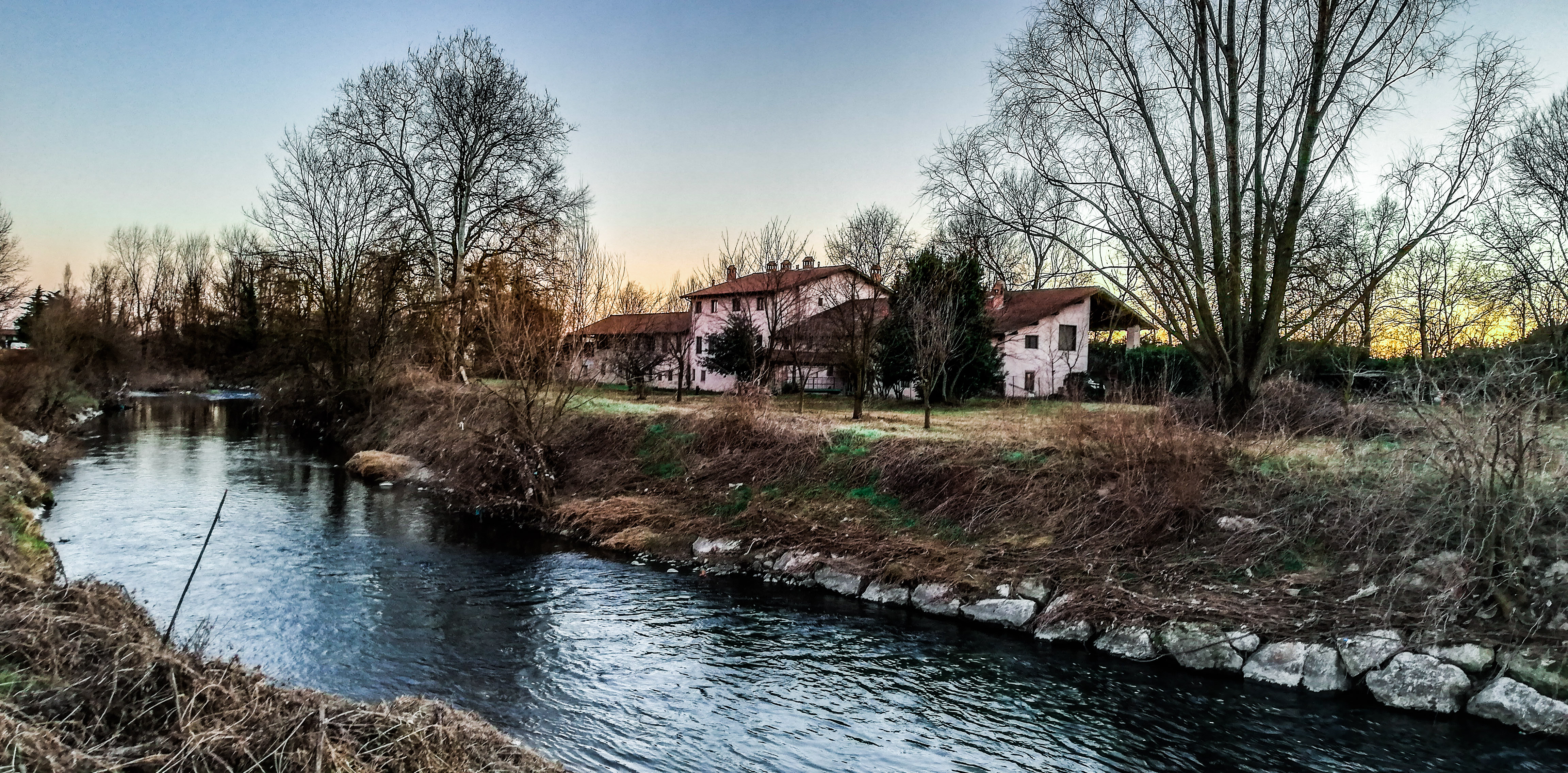
Mulino Rancilio o Mulino del Miglio

Da annoverare lungo il fiume Olona alcuni mulini, testimonianza delle attività agricole del passato, che assieme ai mulini più celebri di Canegrate e San Vittore Olona danno il nome al Parco dei Mulini; da nord a sud:
Mulino Rancilio o Mulino del Miglio, con la Fornace Rancilio nelle vicinanze; l'isolino sull'Olona con ruderi del Mulino Corvini e resti dell'imboccatura del Riale o Röngia; il Mulino Bongini, il Mulino Moroni già Mulino Gajo e il Mulino Bert nelle vicinanze di San Lorenzo
Importante ricordare anche le cascine presenti nel Parco del Roccolo: a Ravello, è famosa la Cascina Ravellino, attualmente sita tra il centro della frazione e i bordi del Parco del Roccolo, ma un tempo si trovava in aperta campagna e tra i suoi poderi agricoli, aveva un esteso vigneto ove si coltivava una qualità autoctona di uva per la produzione di un particolare vino locale, oggi estinta; ai bordi del Bosco della Brughierezza (al confine con Busto Garolfo) le cascine Raimondi, Santa Maria, Bocca Rosa, San Giacomo e Zanaboni; in fondo al quartiere Calara, verso il confine con Casorezzo, si trova la Cascina Rancilio; infine presso Villapia, al confine con Arluno, la Cascina Frisasca.

### Luoghi naturali
Sul fiume Olona, all'interno del territorio comunale, si possono distinguere alcuni isolini, come l'isolino con i ruderi del Mulino Corvini situato vicino alla rotonda tra via Resegone e via Filarete, che per mezzo di due ponticelli è attraversabile pedonalmente, nei suoi pressi esiste ancora il Mulino del Miglio e recentemente è stato dissotterrato il tratto iniziale del Riale (detto anche Röngia).

#### Aree protette

Cascina Frisasca, nel Parco del Roccolo, al confine con Arluno

I boschi ed i prati nei pressi delle frazioni di Ravello, Villastanza e Villapia, fanno parte del Parco Agricolo Sovracomunale del Roccolo. Istituito nel 1991 tra i Comuni di Parabiago, Busto Garolfo, Casorezzo, Arluno, Canegrate e Nerviano (dal 1997), riconosciuto tale nel 1994 dalla Regione Lombardia, si estende per circa 15.000.000 di m2, ed è atto alla difesa di fauna, flora e attività agricole locali. Viene caratterizzato dalla presenza di specie arboree autoctone (quercia, ciliegio, pino silvestre) ed altre specie introdotte dall'uomo (robinia, castagno, quercia rossa, prunus serotina). Attualmente è in progetto una sua estensione fino al Bosco WWF di Vanzago.
Attualmente in via di istituzione, è il nuovo Parco Agricolo Sovracomunale dei Mulini, che dal Parco Castello di Legnano scenderebbe lungo le rive del fiume Olona attraversando i Comuni di Canegrate, San Vittore Olona e Parabiago, fino al Monastero degli Olivetani di Nerviano; il parco sarà punto di slancio per il recupero e la salvaguardia delle acque del fiume.
Altro progetto interessante è rappresentato dal Parco Villoresi, una cintura di verde pubblico che attraverserebbe le province di Milano e di Monza-Brianza, lungo le rive del Canale Villoresi; per ora è in fase di realizzazione soltanto la Pista Ciclabile Villoresi, destinata a diventare la "spina dorsale" della futura area verde.

## Società

### Evoluzione demografica
Abitanti censiti

### Etnie e minoranze straniere
Al 31 dicembre 2019 gli stranieri residenti a Parabiago con regolare permesso di soggiorno risultavano 2 304, le nazionalità più rappresentate erano:
1. Romania, 371
2. Cina, 215
3. Marocco, 205
4. Ucraina, 189
5. Albania, 156
6. Perù, 147
7. Ecuador, 81
8. Bulgaria, 80
9. Senegal, 75
10. Pakistan, 65

### Lingue e dialetti
Nel comune è diffuso il dialetto lombardo occidentale, detto anche dialetto insubre, nelle varianti parabiaghese, sanlorenzino, ravellese e villastanzese, parlate situate linguisticamente tra il legnanese ed il meneghino.

### Religione
La maggioranza della popolazione è cristiana cattolica. L'immigrazione di cittadini comunitari ed extra-comunitari ha portato all'insediamento di minoranze di musulmani, ortodossi e buddisti.
Nel Comune sono presenti 4 parrocchie cattoliche appartenente all'Arcidiocesi di Milano, Zona Pastorale IV di Rho, Decanato del Villoresi. La sede parrocchiale più antica è quella dei Santi Gervasio e Protasio, nonché fino al 1972 sede della Pieve di Parabiago.

## Cultura

### Istruzione
A Parabiago l'istruzione ha avuto importanza fin dal XVIII secolo, periodo in cui era attivo il Collegio Cavalleri per Nobili, al quale e famiglie nobili milanesi "mandavano" i loro figli in età adolescenziale. L'edificio è ancora presente nel centro cittadino, in Piazza Maggiolini, distinguibile dalla Torre astronomica.
Attualmente, riguardo all'istruzione infantile, primaria e secondaria, la cittadina dispone di 1 asilo nido comunale, 1 scuola materna statale e 4 scuole materne paritarie, 4 scuole elementari statali e 1 scuola elementare paritaria, 3 scuole medie statali e una scuola media paritaria. Mentre per l'istruzione di tipo superiore, viene riportato l'elenco qui sotto. Non vi sono sedi universitarie.
- Istituto Tecnico Commerciale Statale e per Geometri "Giuseppe Maggiolini"
- Liceo Scientifico e Linguistico "Claudio Cavalleri"
- Fondazione “Luigi Clerici”
- Istituto “Carlo Cattaneo”

#### Musei

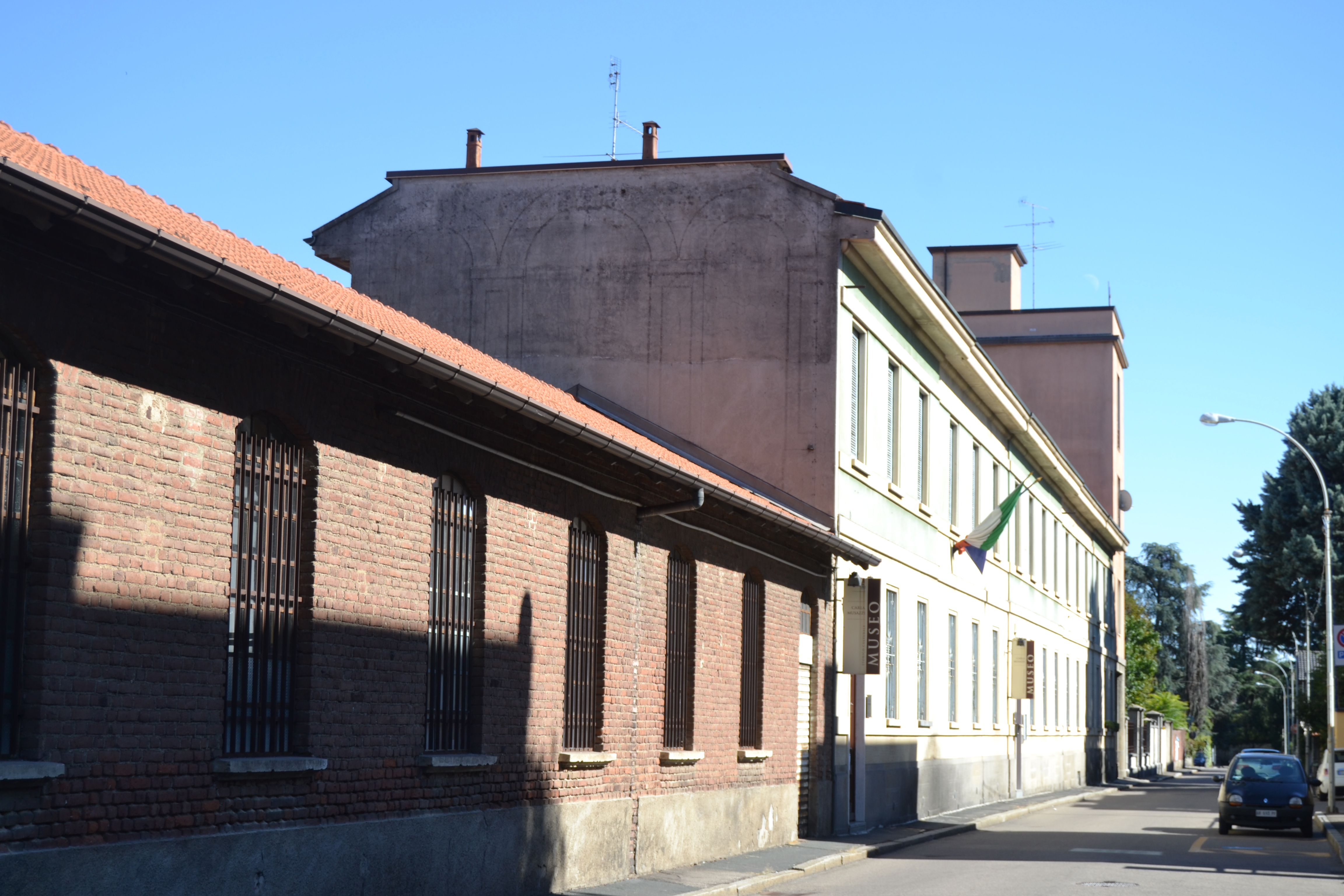
Museo storico culturale Carla Musazzi

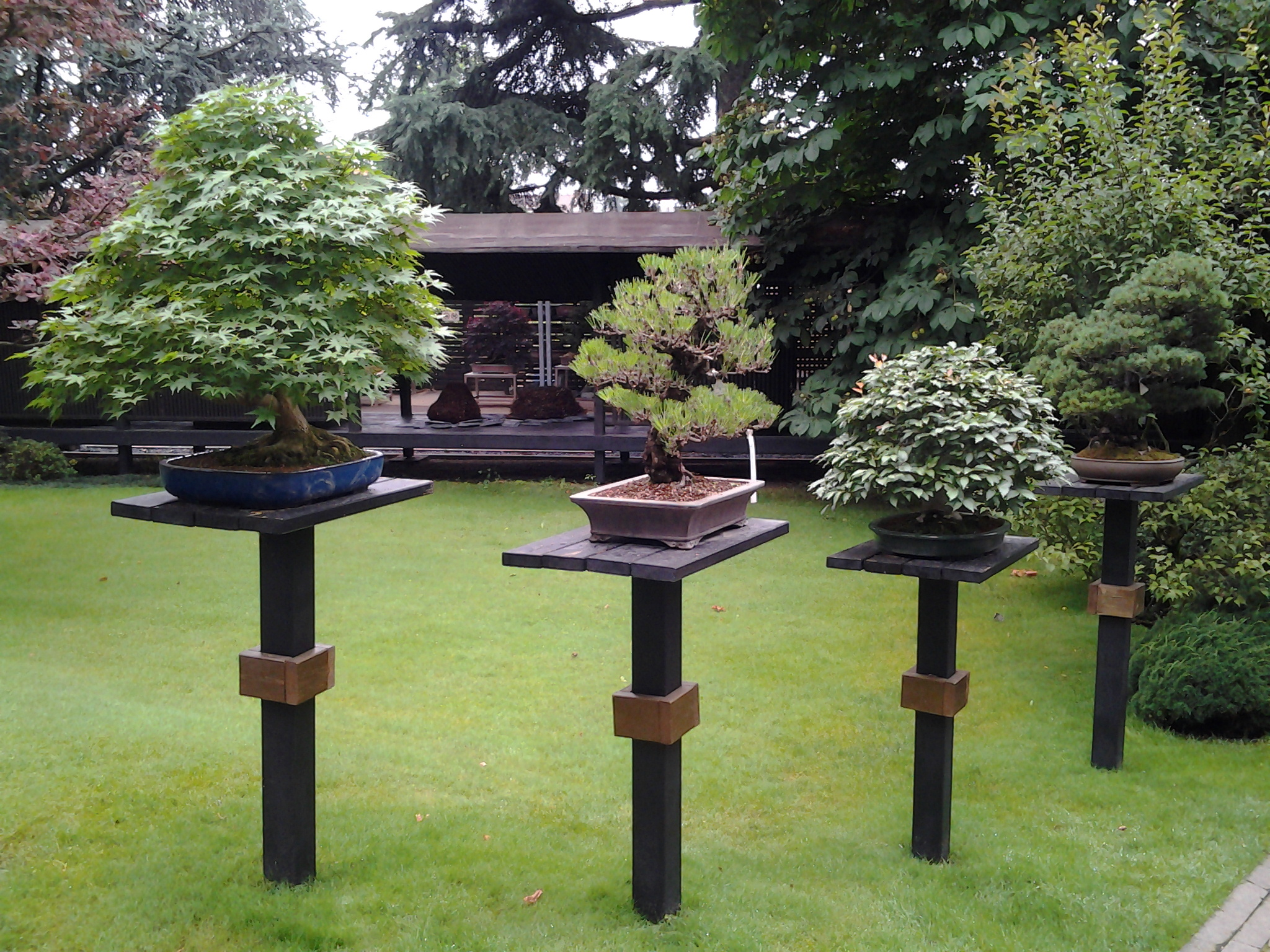
Museo del bonsai

- Museo storico culturale "Carla Musazzi" in centro
- Museo del Bonsai "Crespi" in frazione San Lorenzo sul Sempione
- Officina Rancilio 1926

##### Ecomuseo del Paesaggio
L'Ecomuseo del Paesaggio è un'istituzione culturale nata nel 2007 per studiare, conservare, valorizzare e presentare la memoria collettiva della comunità e del territorio che la ospita, delineando linee coerenti per lo sviluppo locale. La sua titolarità è stata assunta dal Comune di Parabiago tramite l'ufficio Agenda 21 Parabiago. Al gruppo promotore hanno aderito, insieme al Comune (assessorati alle politiche ambientali, urbanistica ed istruzione) diverse associazioni di volontariato e scuole. Sono stati attivati un Forum di discussione e alcuni gruppi di lavoro che hanno progettato la mappa della comunità e il piano di Azione dell'Ecomuseo e stanno realizzando azioni per lo sviluppo locale sostenibile.

### Teatro

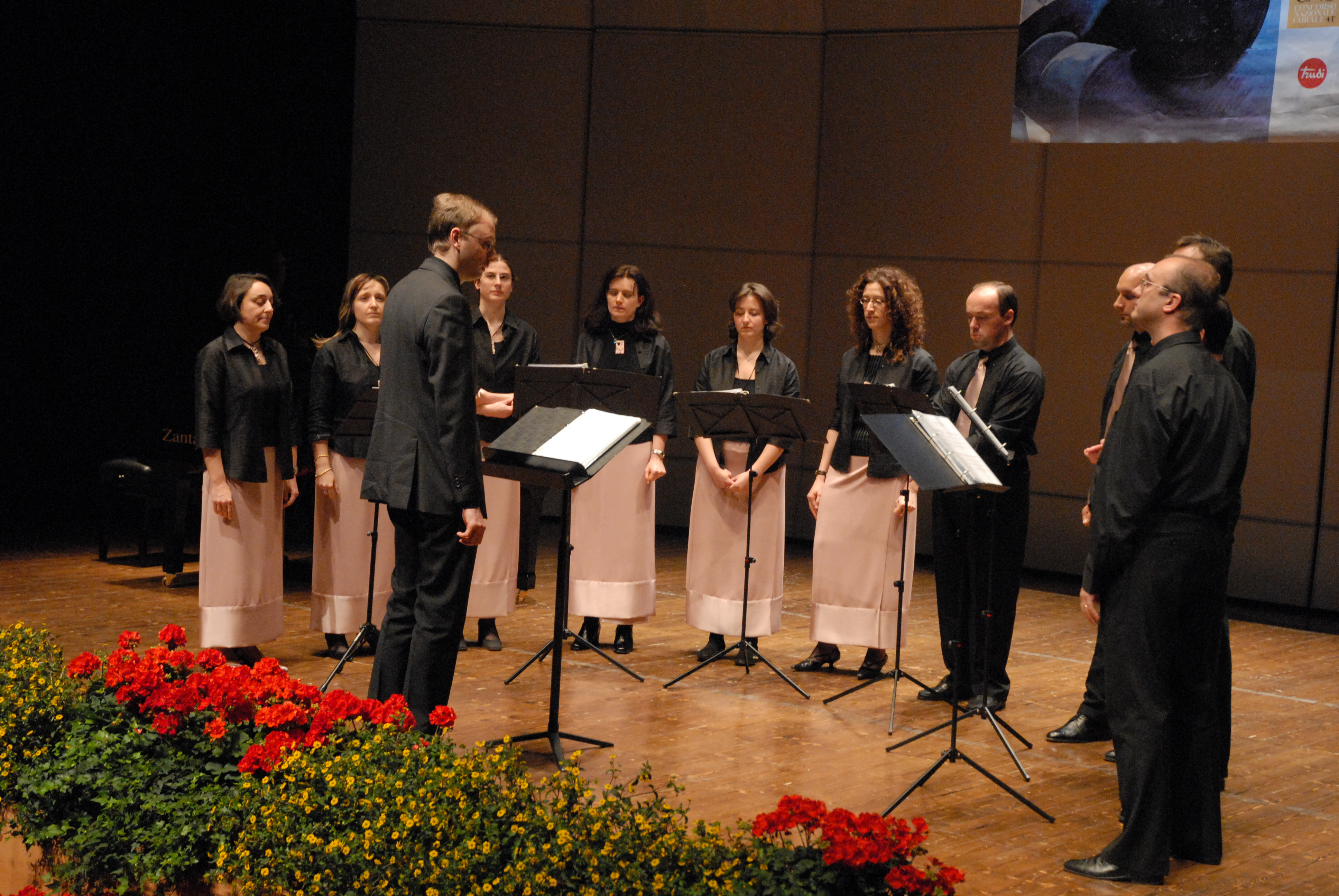
Il coro polifonico Ensemble vocale Calycanthus

A Parabiago nacque Felice Musazzi anima e fondatore della nota compagnia de "I Legnanesi" (nato tra l'altro in fraz. San Lorenzo), divenuta celebre grazie alle numerose commedie di successo recitate in dialetto locale.
Nata invece nella frazione Villastanza l'attrice Franca Rame, moglie del Premio Nobel Dario Fo. La Rame è figlia di commedianti di giro che sostavano con la compagnia in Parabiago proprio nel periodo in cui nacque.

### Musica
In città ha sede anche il prestigioso coro polifonico Ensemble vocale Calycanthus diretto dal compositore Pietro Ferrario.
Parabiago è anche un fervido laboratorio musicale del genere Punk rock. Grazie infatti all'importanza dei due istituti statali d'istruzione superiore, ovvero il Liceo Cavalleri e l'I.T.C.G. Maggiolini, i giovani parabiaghesi possono confrontarsi con ragazzi di varie cittadine e paesi dell'Alto Milanese e scambiare così interessi ed opinioni. Grazie a ciò, nacquero negli anni novanta due Punk Band tra le più famose d'Italia: i Punkreas ed i Gasnervino.
Parabiago è citata nella canzone di Natalino Otto A sud di Parabiago (ovvero la triste istoria di Pedro il "ciabatero") (1948). Sono documentate le esibizioni del cantante nei circoli locali.

### Cucina
Come in gran parte del milanese, anche a Parabiago il piatto tipico principale della cucina locale è la Cassœula, che nella variante indigena della lingua insubre si dice casoeura o casöra (pron. kasœra per entrambi i casi), consumata in feste popolari come la Sagra di San Michele.
Per dolce tipico parabiaghese, si può citare la rosümáda parabiaghësa (pron. rosœumáda parabiaghœsa), una sorta di bevanda a base di uova sbattute, zucchero e rhum o grappa (mentre nel resto della Lombardia il vino rosso); nella versione "soft" per i più piccoli è senza alcool, molto nutriente e ricca di calorie, da consumarsi in periodi invernali.

## Geografia antropica

### Suddivisione storica

#### Centro storico
In centro si distinguono quattro antichi rioni che prendono il nome dalle vie principali: Sant'Antonio, tra Piazza Maggiolini e la stazione; San Michele, verso Piazza Mercato; Santa Maria, lungo la via omonima che collega con Nerviano; Sant'Ambrogio, sulla strada che conduce alla frazione San Lorenzo; ai quali si è aggiunto in secoli più recenti un quinto denominato Sant'Anna, lungo la via IV Novembre e la ferrovia.

#### Quartieri periferici
La periferia è idealmente divisa in quattro quartieri, prettamente residenziali: Calara dopo la ferrovia, oltre il cimitero e sulla strada per Casorezzo; Oltrestazione, talvolta confusa con Ravello, a causa della continuità urbanistica con la frazione; Madonna di Dio il sá, verso il confine nervianese; Costa Canegrate, nei pressi del confine con il comune omonimo.

#### Frazioni
- San Lorenzo (San Lorenz, AFI: [sãː luˈrẽːs]), lungo il Sempione, (2660 abitanti)
- Ravello (Ravell, AFI: [raˈvɛl]), verso il confine con Busto Garolfo, (1218 abitanti)
- Villastanza (Villastanza, AFI: [ˌvilaˈstɑ̃ːsa]), (3301 abitanti)
- Villapia (chiamata anticamente Tiracoda, da Tiracùa in dialetto, AFI: [ˌtiːraˈcuː(u)a]), verso Arluno e Casorezzo, (937 abitanti)

## Economia
Parabiago è una cittadina prevalentemente industriale, ma in passato fu un attivo borgo agricolo, si coltivavano cereali, vite, gelsi e bachi da seta; settore che era a rischio e che oggi si tenta di preservare con l'istituzione dei due Parchi Agricoli Sovracomunali del Roccolo' e dei Mulini (o Media Valle Olona).
Risulta abbastanza attivo il terziario, oltre all'attività estrattiva nelle cave della frazione San Lorenzo.

### Industria
Settore principale dell'economia comunale, nonché artefice del popolamento negli scorsi decenni, è senza ombra di dubbio l'Industria.
Campo maggiormente rilevante è il calzaturiero, tanto importante da darle l'appellativo di "Città della calzatura". Ebbe inizio nel 1899 con l'istituzione della prima fabbrica per la produzione di scarpe da donna, ad opera di Paolo Castelnuovo e soci: da allora in paese si sviluppò una sorta di artigianato, che dette in tempi più recenti linfa vitale per l'artigianato industriale locale, portando Parabiago ai primi posti in Italia, in concorrenza con Vigevano. Negli anni novanta le aziende operanti in questo settore erano il 70% circa, attualmente però il panorama artigianale specifico sente un periodo di crisi, venendo messo in difficoltà dalla concorrenza estera (soprattutto cinese); resiste ancora la Fratelli Rossetti, specializzata in scarpe di lusso e conosciuta in tutto il mondo. Un altro celebre protagonista di questo settore che possiede uno stabilimento produttivo a Parabiago è il designer francese Christian Louboutin, noto per le sue scarpe di lusso con la suola rossa, che è stato insignito della cittadinanza onoraria del comune.
Il tessile è ancora presente sul territorio con la ReDe, specializzata nella produzione di calze. Questo settore ebbe inizio con Felice Gajo e la sua Unione Manifatture di Parabiago all'inizio del novecento fu attiva anche in altri comuni del milanese.
Da menzionare il passato glorioso di due fabbriche di elettrodomestici: la Termozeta di San Lorenzo e la Rancilio macchine per caffè di Villapia, un tempo all'avanguardia nei rispettivi campi, ed entrambe sponsor del Giro d'Italia negli anni settanta e ottanta. Delle due, soltanto la seconda ha ancora sede in loco.
Per l'industria chimica, va ricordata la multinazionale Icap-Sira di San Lorenzo, la quale ha come prodotti principali collanti, coloranti e polimeri.

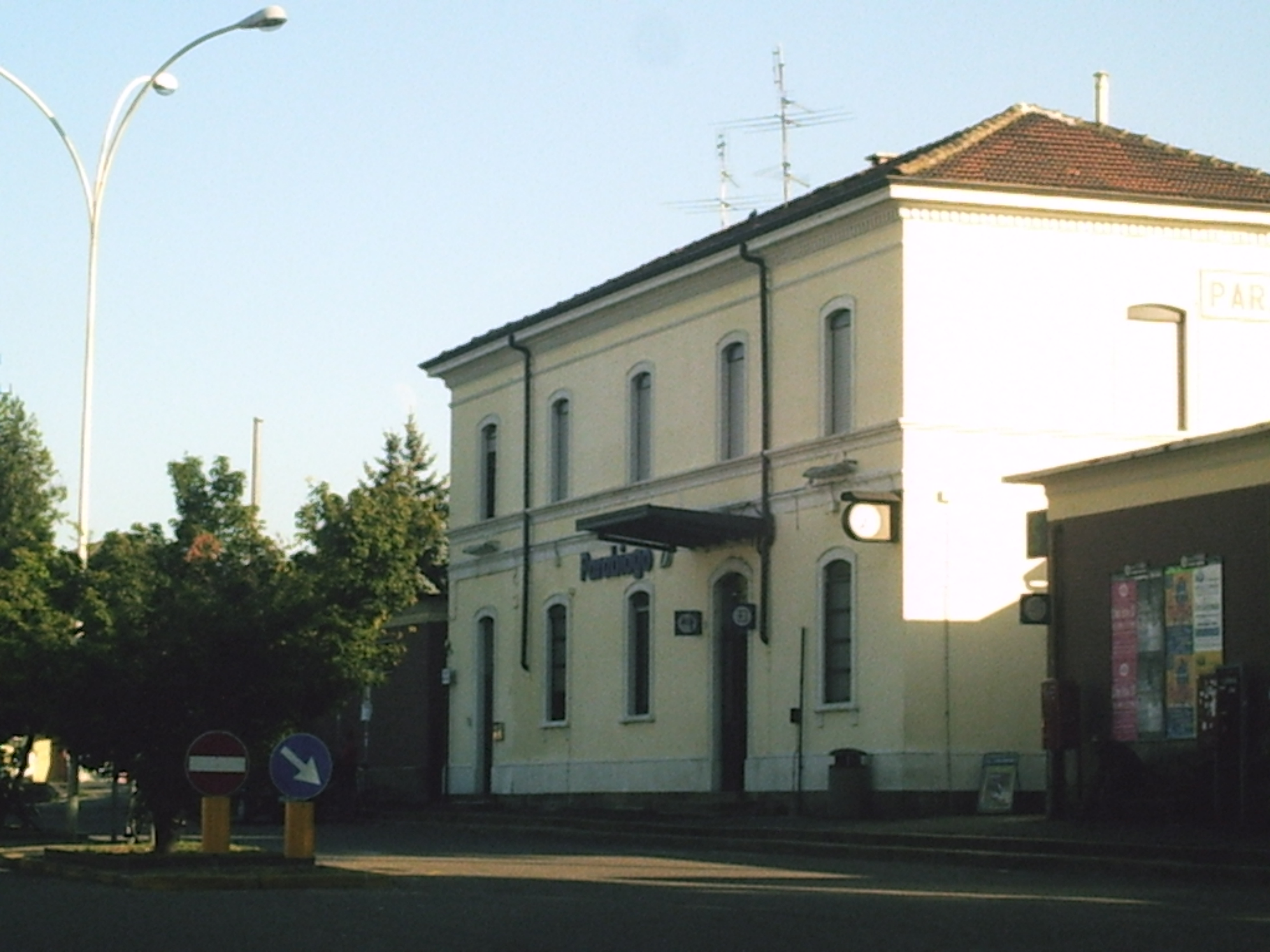
La stazione ferroviaria

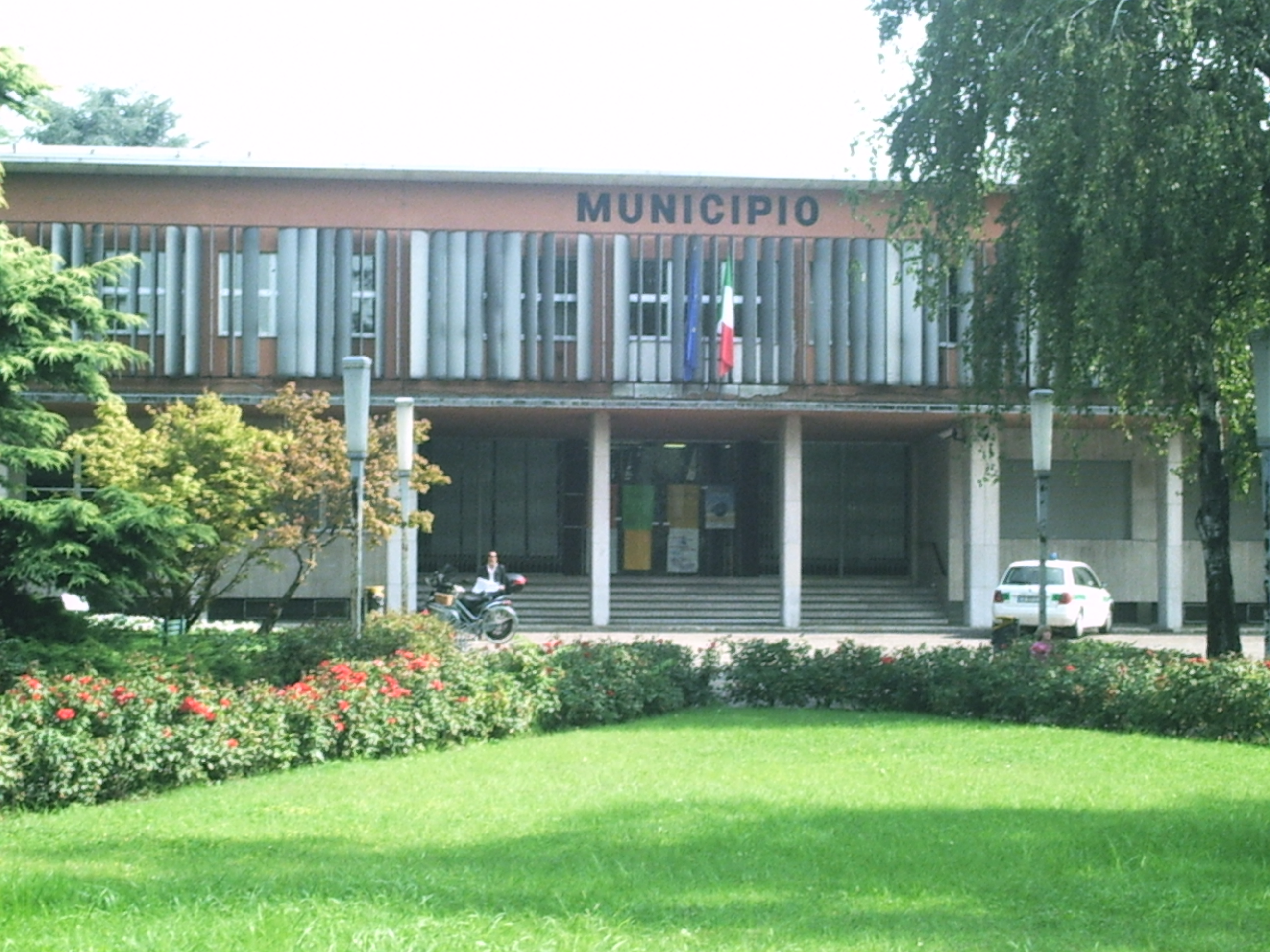
Il Municipio in Piazza Vittoria

## Infrastrutture e trasporti
La frazione San Lorenzo è attraversata dalla strada statale 33 del Sempione.
La stazione di Parabiago, situata sulla ferrovia Domodossola-Milano, è servita dalla linea S5 del servizio ferroviario suburbano di Milano esercita da Trenord nell'ambito del contratto di servizio stipulato con la Regione Lombardia.
Fra il 1880 e il 1966 la frazione San Lorenzo era servita dalla tranvia Milano-Gallarate, gestita dalla STIE.

## Amministrazione
| Periodo  | Periodo | Primo cittadino         | Partito                                        | Carica  | Note   |
| -------- | ------- | ----------------------- | ---------------------------------------------- | ------- | ------ |
| Dal 1993 | al 1995 | Alessandra Padoan       | Lega Nord                                      | Sindaco |        |
| Dal 1995 | al 2000 | Marica Mereghetti       | Lista Civica Per Parabiago (centrosinistra)    | Sindaco |        |
| Dal 2000 | al 2010 | Olindo Bruno Garavaglia | Lista Civica Gente di Parabiago (centrodestra) | Sindaco | [ 17 ] |
| Dal 2010 | al 2015 | Franco Borghi           | Il Popolo della Libertà                        | Sindaco |        |
| Dal 2015 |         | Raffaele Cucchi         | Lega Nord                                      | Sindaco |        |

### Gemellaggi
- Samobor, dal 2010[18]:

### Altre informazioni amministrative
- Belize - Consolato Generale in Italia del Belize - via Milano 20, fraz. San Lorenzo[19][20]

## Sport

### Calcio
L'Associazione Calcio Parabiago è chiamata affettuosamente dagli anziani Piccolo Torino a causa delle maglie color granata e per i successi passati nel campionato di Serie C.

### Pallavolo
la squadra maschile ha partecipato al campionato di serie B e C1.
La squadra femminile ha invece raggiunto al termine della stagione 2015-2016 la Serie D.

### Rugby
L'Unione Sportiva Rugby Parabiago milita in Serie A (seconda Serie); in città si sono anche svolte delle partite casalinghe della Nazionale Italiana Under 16 valevoli per il Torneo Sei Nazioni; nel 2007 si è svolta per la prima volta in Parabiago una partita in casa della Nazionale Italiana Under 21 per il "Sei Nazioni", al campo sportivo Rino Venegoni.

### Atletica leggera

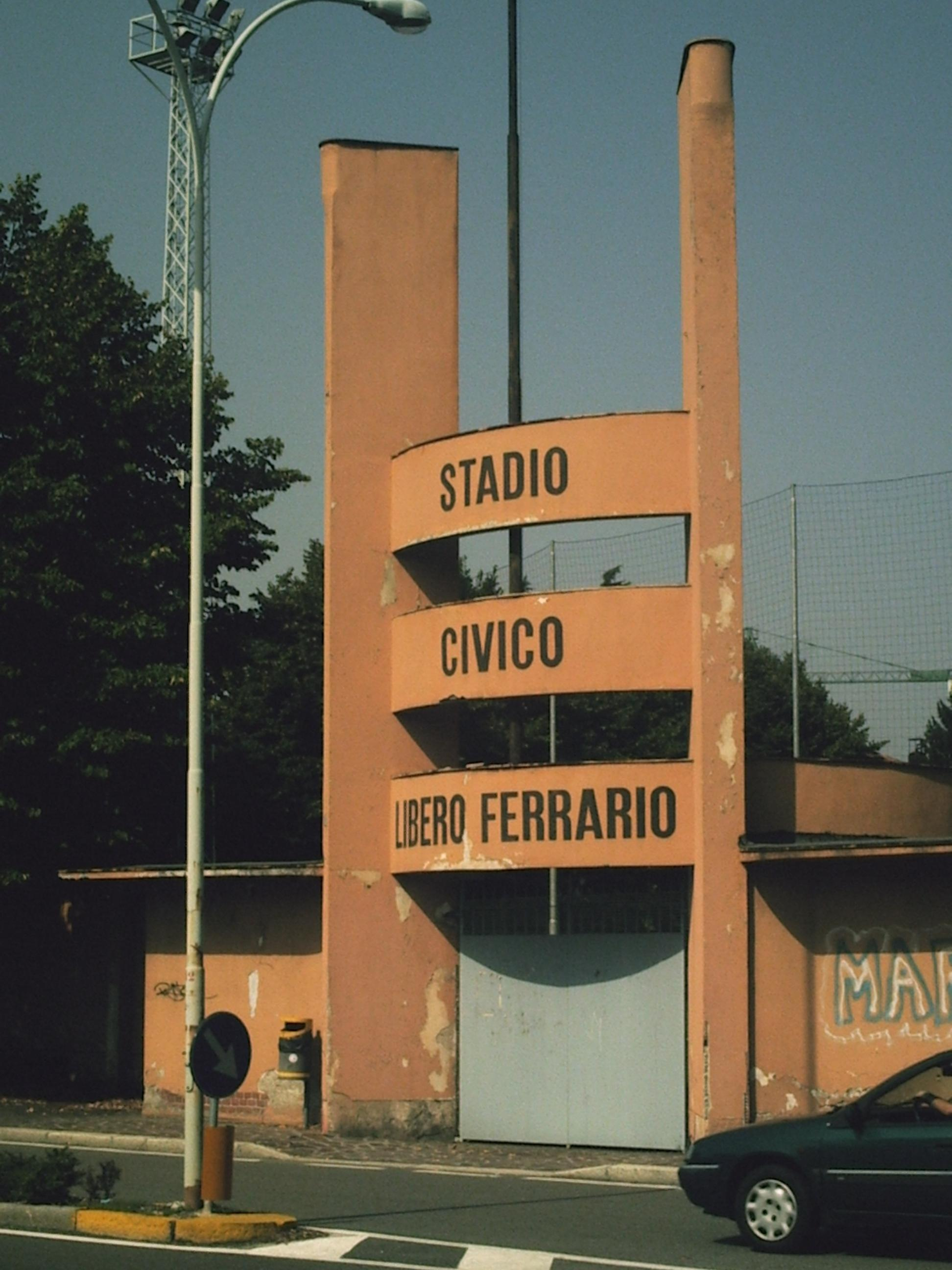
Ingresso dello Stadio in cui gioca il Parabiago.

Per quanto riguarda l'atletica leggera, gli atleti di Parabiago gareggiano per la Pro Sesto, società fondata nel 1957 diramata in provincia di Milano e che ha accolto nella sua rosa podi italiani, atleti azzurri e partecipazioni alla serie Oro dei Campionati italiani di società di atletica leggera.

### Ciclismo
Si svolge ogni anno per le vie della città un'importante gara per ciclisti dilettanti Elite/Under-23, la Targa Libero Ferrario, organizzata dal G.C. Libero Ferrario Parabiago e intitolata a Libero Ferrario, campione del mondo parabiaghese scomparso nel 1930; è inoltre posto a Parabiago, sempre intitolato a Libero Ferrario, il traguardo volante della Coppa Bernocchi per professionisti. In città si tiene annualmente anche un'altra gara per ciclisti dilettanti, il Trofeo Antonietto Rancilio, organizzato dal G.S. Rancilio e intitolato ad Antonietto Rancilio, imprenditore dell'omonima azienda scomparso nel 1983.
Nel 1972, durante il 55º Giro d'Italia, si svolse, con arrivo e partenza da Parabiago, la 15ª tappa della corsa, vinta dal belga Roger De Vlaeminck; la città ospitò l'indomani anche la partenza della successiva frazione, la 16ª, con arrivo a Livigno.
Nei giorni 15, 16 e 17 giugno 2007, si sono disputati a Parabiago i primi Campionati mondiali di handbike.

### Impianti sportivi
- Campo Sportivo Libero Ferrario - calcio (A.C. Parabiago) e tennis
- Centro Sportivo Rino Venegoni e Luciano Marazzini, Ravello - rugby (U.S. Rugby Parabiago), calcio, atletica e nuoto
- Centro Sportivo Nino Rancilio, Villapia - calcio
- Palazzetto dello Sport Scuole Medie di San Lorenzo - pallavolo
- Palazzetto dello Sport Scuole Medie di Villastanza - basket